# على حسب وداد قلبي
على حسب وداد قلبي أغنية شعبية باللهجة المصرية، غناها أكثر من مطرب وكان أشهرهم عبد الحليم حافظ. مؤلف كلمات الاغنية هو الصحفي والشاعر الغنائي عبد الرحمن الأبنودي، غناها عبد الحليم حافظ ولحنها الموسيقار بليغ حمدي.

## كلماتها
تم تغيير الكلمات كما قال عبد الحليم حافظ في لقاء متلفز. وكلمات الأغنية هي:
على حسب وداد قلبي يا بويا راح أقول للزين سلامات
سلامات سلامات سلامات
على حسب وداد قلبى يابوي
ضيعت عليه العمر يا بويا ده انا ليا معاه حكايات
حكايات حكايات حكايات
على حسب وداد قلبي يا بوي
موال الصبر أهو داب من يوم الحب ما غاب
ولا عمري يا عين يا ليل يا ليل يا عين يا ليل ما ترجع لي أحباب
وانا صابر ع المقسوم يمكن يرجع لي ف يوم
وتكون لي معاه تاني يا بويا أيام حلوه وحكايات
حكايات حكايات حكايات
على حسب وداد قلبي يا بوي
على حسب الريح ما يودي الريح ما يودي الريح ما يودي
وياه أنا ماشي ماشي ماشي ماشي ولا بيدي
معرفش ان كنت مروح ولا امتا الهوا ها يهدي
و اهي دنيا بتلعب بينا يمكن ترجع غناوينا
وتكون لي معاه تاني يا بويا أيام حلوه وحكايات
حكايات حكايات حكايات
على حسب وداد قلبي يا بوي
لا هاسلم بالمكتوب ولا هارضا ابات مغلوب
و هاقول للدنيا يا دنيا انا راجع انا راجع انا راجع للمحبوب
و نغني اغاني جديده مليانه حكاوي سعيده
وهانغزل توب الفرحة يا بويا وهاقول يا حبيبي سلامات
سلامات سلامات سلامات
على حسب وداد قلبي يا بوي